# Ignacy Piotr Ścibor-Bogusławski

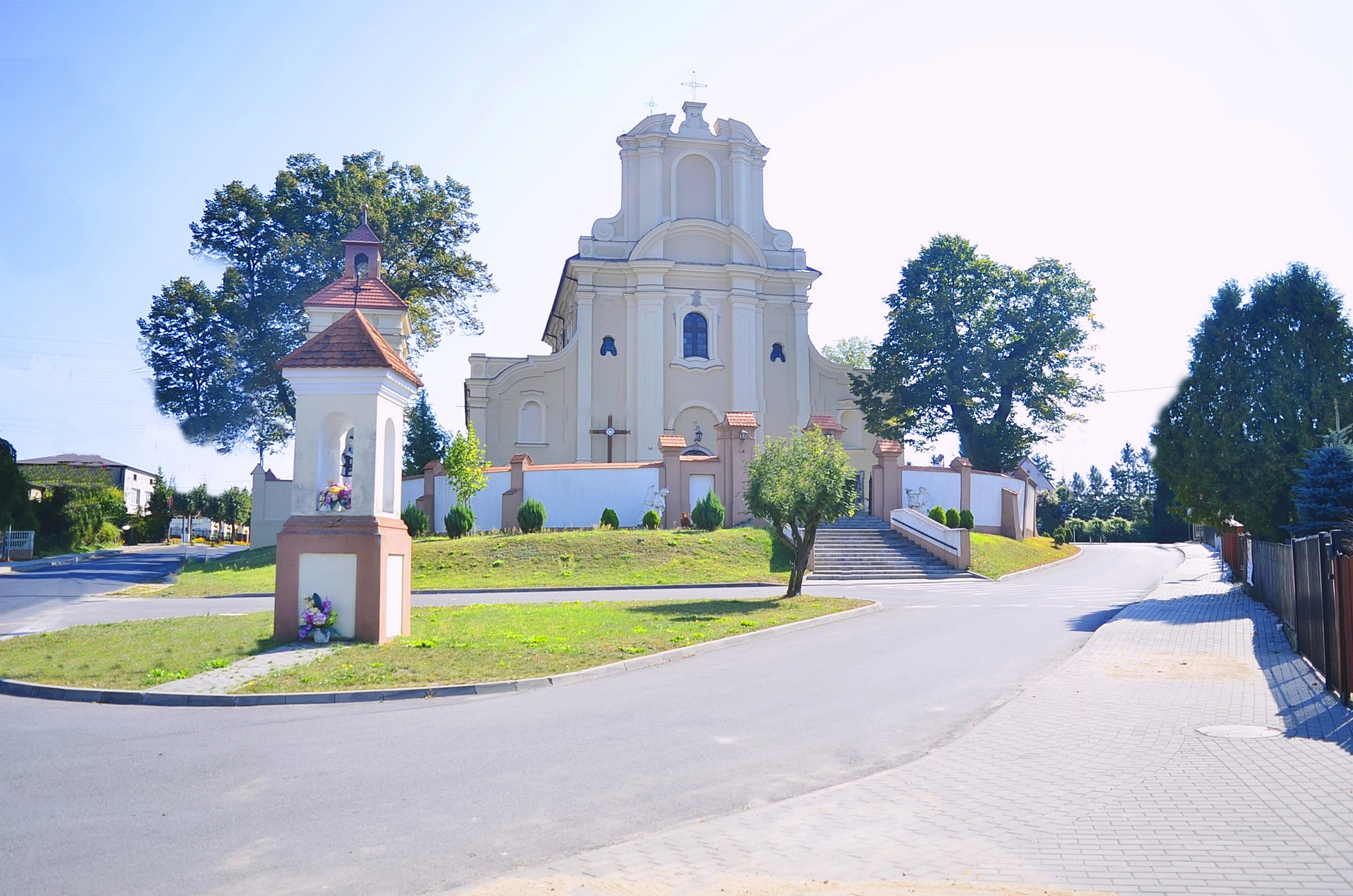
Kościół w Brzeźniu

Ignacy Piotr Ścibor-Bogusławski herbu Ostoja (ur. 1716 w Wojsławicach, zm. po 27 maja 1793) – polski ksiądz katolicki, kanonik łęczycki, dziekan warcki, budowniczy kościoła w Brzeźniu.

## Życiorys
Urodził się w rodzinie szlacheckiej Ścibor-Bogusławskich herbu Ostoja. Był synem Katarzyny z Gorzyńskich, dziedziczki dóbr Sulisławice i Andrzeja Bogusławskiego, regenta grodzkiego sieradzkiego, instygatora Trybunału Koronnego, komornika granicznego łęczyckiego i sieradzkiego, dziedzina dóbr Włocin oraz części Rososzycy. Jego dziadkami po mieczu byli – Marianna Rosowska herbu Korab i Marcin Bogusławski a po kądzieli – Teresa Linowska herbu Pomian i Mikołaj Gorzyński herbu Nałęcz. Ignacy Bogusławski miał czworo rodzeństwa, dwie siostry – Barbarę Rudnicką i Elżbietę Rembiewską oraz dwóch braci – starszego Franciszka Ksawerego, chorążego Kawalerii Narodowej i młodszego Jakuba. Jego dziadkiem stryjecznym był Stanisław Ścibor-Bogusławski, kanclerz kardynała Michała Radziejowskiego.
Niższe święcenia kapłańskie Ignacy Piotr Bogusławski uzyskał w 1740 roku. Dwa lata później został wyświęcony na kapłana w Łowiczu przez biskupa tytularnego serreńskiego, sufragana gnieźnieńskiego Krzysztofa Dobińskiego. Na urząd proboszcza w Brzeźniu ks. Ignacy Bogusławski został powołany w 1749 roku. Sześć lat później objął funkcję dziekana dekanatu warckiego, którą pełnił do 1785 roku. Za jego kadencji został wzniesiony późnobarokowy kościół św. Idziego w Brzeźniu według projektu Guido Antonio Longhiego z fundacji Teresy i Kazimierza Błeszyńskich, dziedziców wsi. 1 grudnia 1758 roku Bogusławski oddał świątynię do użytku wiernych. W lutym 1785 roku był członkiem Komisji arcybiskupstwa gnieźnieńskiego powołanej w celu sprawdzenia łask i cudów związanych z obrazem Najświętszej Marii Panny w Charłupi Małej. Między innymi dzięki pracom tej właśnie Komisji w roku 1936 Kapituła bazyliki watykańskiej w Rzymie pod przewodnictwem kardynała Eugenia Pacellego podjęła decyzję o koronacji cudownego obrazu Najświętszej Marii Panny Księżnej Sieradzkiej w Charłupi Małej. 8 września 1937 roku biskup włocławski Karol Radoński nałożył korony papieskie na Cudowny Obraz Matki Bożej Charłupskiej. Ostatni jego wpis zachował się w księgach metrykalnych parafii z dnia 27 maja 1793 r. Kolejnych wpisów dokonywał o. Stefan Borkowski.